# .ve
.ve는 베네수엘라의 국가 최상위 도메인이다. 다음 도메인들을 등록할 수 있다.
- .com.ve - 베네수엘라의 상업 사이트
- .edu.ve - 베네수엘라의 교육 기관
- .gob.ve - 베네수엘라 정부 관련 웹사이트
- .mil.ve - 베네수엘라 군사 관련 웹사이트
- .net.ve - 베네수엘라 네트워크 제공자
- .org.ve - 베네수엘라의 단체
- .info.ve - 베네수엘라의 정보 공유 사이트
- .co.ve
- .web.ve